# Epascestria croesusalis
Epascestria croesusalis là một loài bướm đêm trong họ Crambidae.